# Wściekłe pięści Węża
Wściekłe pięści Węża – polski film komediowy z 2006 roku autorstwa Bartosza Walaszka będący parodią kina akcji. Swą premierę miał dnia 11 kwietnia 2006.

## Fabuła
Ojciec opowiada swoim dwóm synom o historii emerytowanego mistrza sztuk walki o ksywie Wściekły Wąż, który postanawia powrócić i zemścić się na Szefie Mafii, który przyczynił się do śmierci jego brata bliźniaka. Wąż podczas swych zmagań napotyka różne postaci, w tym żołnierzy mafii – braci bliźniaków Andrzejów oraz Romana – niemego mistrza sztuk walki z Rumunii, który jest kartą atutową Szefa.

## Obsada
- Bartosz Walaszek – Wściekły Wąż, brat bliźniak Wściekłego Węża
- Łukasz Walaszek – Roman
- Dr Yry – Andrzejowie
- Monika Szczęk – Córcia
- Krzysztof Żelazko – Żeliwna Pięść
- Michał Głuchowski – Szef
- Kazik Staszewski – chuligan Andrzej „Bad Girl”
- Mirosław Jędras – ojciec
- Tomasz Jędras – Adrian
- Michał Jędras – Sebastian
- Marta Staniszewska – tancerka w 3:17 i 3:57